# Zuidereind
Zuidereind of Het Zuid (Fries: It Súd) is een buurtschap annex gehucht in de gemeente Smallingerland, in de Nederlandse provincie Friesland. Zuidereind ligt aan de zuidkant van Drachten  aan de wegen Sûderheide en het Zuid. De buurtschap wordt begrensd door de A7.

## Geschiedenis
De buurtschap kent zijn oorsprong in de 17e eeuw. Vanaf de 18e eeuw werd de plaats vermeld als 't Zuyd End, Het Zuid, 't Zuidend en in 1853 als Zuidereind.
Ten zuiden van de buurtschap stond een tolhuis, waar tot 1929 tol geheven. In 1887 werd er een tramlijn aangelegd langs de weg. De tram  reed was tot even na de Tweede Wereldoorlog. In 1942 werd de hoofdstraat van Zuidereind hernoemd naar Het Zuid.
Steden, dorpen en gehuchten: Boornbergum · De Tike · De Veenhoop · De Wilgen · Drachten · Drachtstercompagnie · Goëngahuizen · Houtigehage · Kortehemmen · Nijega · Opeinde · Oudega · Rottevalle · Smalle Ee

Buurtschappen: Buitenstverlaat · De Gaasten · De Kooi · Egbertsgaasten · Hooidammen · Luchtenveld · Middelburen · Noorderend · Opperburen · Siteburen · Uiteinde · Wierren · Zandburen · Zuidereind 

Friesland: Steden en dorpen      Nederland: Provincies · Gemeenten